# Urgedra pavimenta
Urgedra pavimenta är en fjärilsart som beskrevs av Paul Dognin 1910. Urgedra pavimenta ingår i släktet Urgedra och familjen tandspinnare. Inga underarter finns listade i Catalogue of Life.